# Pilar Revuelta
María del Pilar Revuelta est une directrice artistique et une décoratrice espagnole.

## Biographie
Après avoir étudié le dessin à l'Université de Californie à Los Angeles, elle obtient une bourse pour étudier la direction artistique à l'American Film Institute,.

## Filmographie (sélection)
- 1997 : La Bonne Étoile (La buena estrella) de Ricardo Franco
- 2000 : El Bola d'Achero Mañas
- 2001 : Intacto de Juan Carlos Fresnadillo
- 2001 : L'Échine du Diable (El espinazo del diablo) de Guillermo del Toro
- 2004 : La Mauvaise Éducation (La mala educación) de Pedro Almodóvar
- 2006 : Le Labyrinthe de Pan (El laberinto del fauno) de Guillermo del Toro
- 2008 : Che, 1re partie : L'Argentin (Che: Part 1: The Argentine) de Steven Soderbergh
- 2008 : Che, 2e partie : Guerilla (Che: Part Two) de Steven Soderbergh
- 2009 : The Limits of Control de Jim Jarmusch
- 2009 : Étreintes brisées (Los abrazos rotos) de Pedro Almodóvar
- 2012 : The Impossible (Lo imposible) de Juan Antonio Bayona
- 2012 : L'Artiste et son modèle (El artista y la modelo) de Fernando Trueba
- 2014 : Exodus: Gods and Kings de Ridley Scott
- 2016 : The Promise de Terry George
- 2016 : Quelques minutes après minuit (A Monster Calls) de Juan Antonio Bayona

## Distinctions

### Récompenses
- Oscars 2007 : Oscar des meilleurs décors pour Le Labyrinthe de Pan

### Nominations
- BAFTA 2007 : British Academy Film Award des meilleurs décors pour Le Labyrinthe de Pan
- Goya 2013 : Meilleure direction artistique pour L'Artiste et son modèle